# Фрай, Уэйн
Уэйн Томас Фрай (англ. Wayne Thomas Frye; 30 ноября 1930, Тринити, штат Кентукки, США — 26 февраля 2014, Лексингтон, штат Кентукки, США) — американский гребец, чемпион летних Олимпийских игр в Хельсинки (1952) в гребле академической (восьмёрка).

## Карьера
В 1954 г. окончил Военно-морскую академию. Затем получил степень магистра Массачусетского технологического института.
На летних Олимпийских играх в Хельсинки (1952) завоевал золотую медаль в составе «восьмерки». Трижды побеждал на соревнованиях Межвузовской гребной ассоциации (Intercollegiate Rowing Association) и дважды в регатах Истерн Спринтс. В отличие от многих гребцов из Военно-морской академии США, он продолжал выигрывать другие титулы после её окончания, выступая за клуб Potomac BC.
Впоследствии стал кадровым офицером ВВС. Во время Вьетнамской войны совершил 266 боевых вылетов, командовал 555-й эскадрильей. Был награждён двумя серебряными звездами и пятью Крестами лётных заслуг, 15-ю медалями ВВС и медалью Пурпурное сердце. Вышел в отставку в 1974 г. в звании полковника и перешёл на работу в управление аэрокосмической отрасли, являлся сотрудником Sunstrand, Continental Airline, Leach Corp. Преподавал в Maysville Community College,
Также выступал за несколько любительских футбольных клубов в Соединенных Штатах, Мексике и Бразилии.